# Burgstall Walleshausen
Der Burgstall Walleshausen, auch Purzelberg genannt, ist eine abgegangene hochmittelalterliche Höhenburg auf 580 m ü. NN etwa 700 Meter nordöstlich der Pfarrkirche des Geltendorfer Gemeindeteiles Walleshausen (Landkreis Landsberg am Lech, Oberbayern) auf dem östlichen Talrand. Neben dem mächtigen Turmhügel (Motte) haben sich noch die Erdwerke der beiden Vorburgen erhalten.

## Geschichte
1192 erscheinen ein Konrad von "Wegelinshusin" und sein Sohn Friedrich in einer Urkunde. Beide wurden damals anlässlich einer Verhandlung zwischen dem Kloster Wessobrunn und dem Vogt Heinrich von Stoffen zusammen mit anderen Adeligen nach Landsberg am Lech geladen.
Der weitläufige Burgstall auf dem „Purzelberg“ (Burgselberg) zeigt die typische Anlage eines hochmittelalterlichen Herrensitzes, so dass er sicherlich als Ansitz der Herren von Walleshausen anzusprechen ist. Im Gelände sind nur wenige Anzeichen einer älteren Vorgängerburg erkennbar. Vielleicht deuten die hohen Erdwälle der Vorburgen auf eine solche Wehranlage hin. Allerdings hat sich nur ungefähr 700 Meter nördlich ein offenbar frühmittelalterlicher Ringwall erhalten, der vielleicht auf eine der zahlreichen kleineren Ungarnschutzburgen dieses Gebietes zurückgeht (Ringwall Walleshausen).
Aus der spärlichen ortsgeschichtlichen Literatur geht nicht hervor, ob die Veste über dem Ort einer edelfreien oder Dienstmannenfamilie zuzuordnen ist. Die beträchtliche Größe des Bodendenkmales und die erhöhte Lage lassen eine edelfreie Herkunft der Burgherren wahrscheinlich erscheinen. Allerdings unterwarfen sich solche Geschlechter später oft mächtigeren Dynasten oder schlossen Dienstverträge mit diesen Feudalherren.
1391 saß das turnierfähige Geschlecht der Judmann zu Walleshausen und Petzenhofen. Ob die Burg über dem Paartal damals noch genutzt wurde, lässt sich den Quellen nicht entnehmen.
Die gut erhaltene Hochmotte wurde von der Forschung bislang so gut wie nicht beachtet. Neben den Burgställen Kissing und Althegnenberg ist die Anlage eines der anschaulichsten Beispiel einer Turmhügelburg im Augsburger Umland.

## Beschreibung

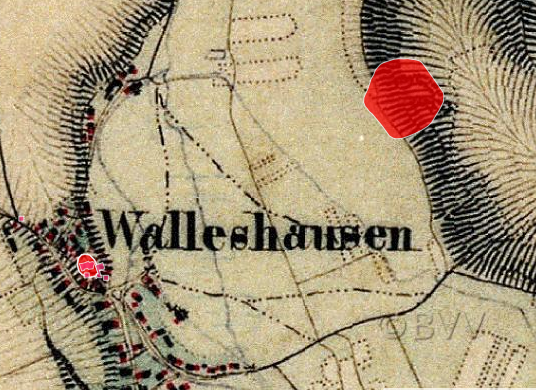
Lageplan von Burgstall Walleshausen auf dem Urkataster von Bayern

Der Burgplatz liegt nur etwa 25 bis 30 Meter über dem Talboden. Nach Westen schützen der Steilhang und ein Hanggraben die Wehranlage. Der Turmhügel und die beiden Vorburgen werden von einem bis zu fünf Meter tiefen Halsgraben vom Höhenrücken abgesondert.
Die Hauptburg im Südosten erinnert in ihrer abgestumpften Kegelform an die wohl etwa gleichzeitige Burg am Ortsrand von Kissing. Der Turmhügel ist etwa zehn Meter hoch, das rechteckige Plateau nur über die steilen Flanken zugänglich.
Nach Westen und Norden wurden der Kernburg zwei Vorburgen vorgelegt. Über dem inneren Grabenrand sind hohe Erdwälle aufgeschüttet. Im Nordosten deutet eine etwa fünf Meter hohe Erdschüttung auf eine Turmstelle hin.
Das südwestliche Vorwerk an der Hangkante wird durch einen winkelförmigen Innengraben von der nördlichen Vorburg und dem Hauptburgkegel getrennt. Das Grabenprofil wurde nach 2000 durch die Anlage eines Holzabfuhrweges vor dem Turmhügel verunklärt. Hierbei kam es auch zu Beschädigungen des Vorburgwalles und zur Zerstörung einiger geologisch interessanter Nagelfluhbänke am Grabenrand.
Wie die hohen Erdschüttungen der Vorburgwälle erinnert auch der bis zu zwei Meter tiefe westliche Hanggraben an frühmittelalterliche Befestigungskonzepte. Die Plateaus der Vorburgen liegen hier etwa zehn Meter unter der Grabensohle.
Das Bayerische Landesamt für Denkmalpflege verzeichnet das Bodendenkmal als mittelalterliche Turmhügelburg mit Kernwerk und Vorburg unter der Denkmalnummer D 1-7831-0023.

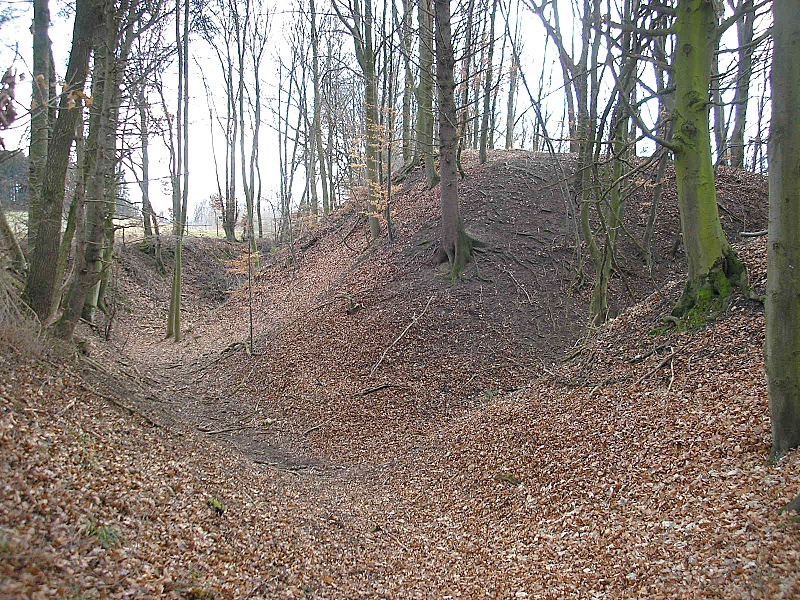
Der Turmhügel von Nordosten (September 2006)
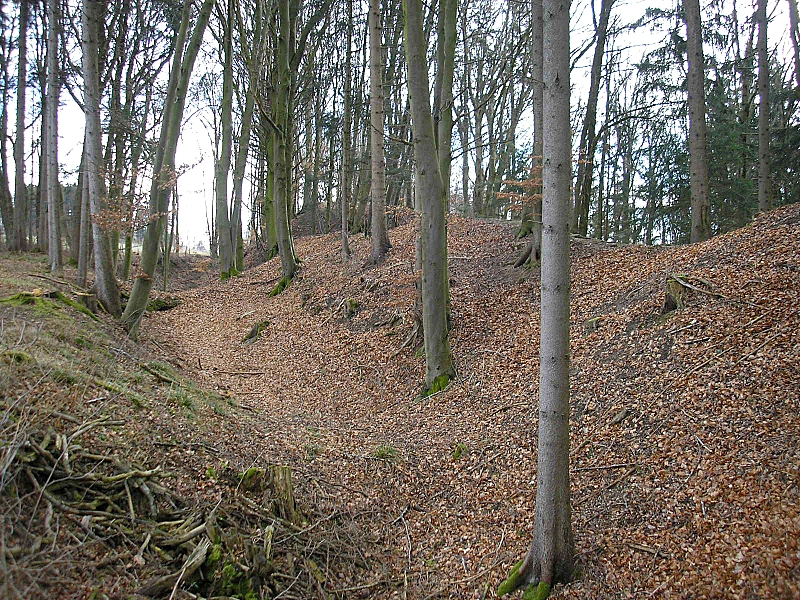
Der Ostwall der nördlichen Vorburg. Blick nach Süden zum Turmhügel (September 2006)
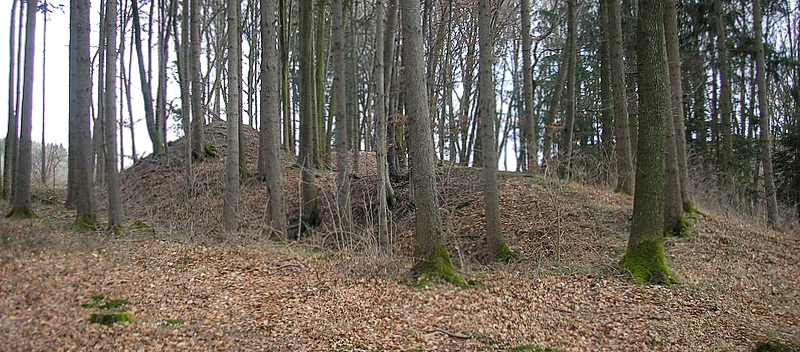
Der Nordwall der Burganlage mit der Turmstelle (September 2006)